# Nonymodiadelia fuscovaria
Nonymodiadelia fuscovaria är en skalbaggsart som beskrevs av Stefan von Breuning 1957. Nonymodiadelia fuscovaria ingår i släktet Nonymodiadelia och familjen långhorningar.
Artens utbredningsområde är Madagaskar. Inga underarter finns listade i Catalogue of Life.